# تشت
تشت یا لگن به ظرف فلزی، چوبی یا پلاستیکی بزرگ و پهن گفته می‌شود.
لگن در ایران معمولاً به‌عنوان لگن حمام یا لگن لباس برای شستشوی لباس به کار می‌رود.
این ظرف همچنین در مراسم تشت‌گذاری کاربرد دارد.